# Echinodillo
Echinodillo là một loài chân đều trong họ Armadillidae.

## Các loài
Chi này có 2 loài được ghi nhận.
- Echinodillo cavaticus Green, 1963, là loài đặc hữu hang động ở quần đảo Flinders, Tasmania.[3][4]
- Echinodillo montanus Jackson, 1935, là loài đặc hữu của quần đảo Marquesas.[5]